# Inmigración francesa en Jamaica
La inmigración francesa a Jamaica comenzó en 1791 cuando estallaron problemas en Saint Domingue, la parte francesa de la isla La Española, equivalente al Haití actual. Miles de franceses huyeron de Saint Domingue y llegaron a Jamaica.

Bandera de Francia

Bandera de Jamaica

## Historia
En 1694, Jamaica fue atacada por los franceses, encabezados por el almirante Jean-Baptiste du Casse. Los franceses superaban en número a sus oponentes, pero finalmente fueron rechazados, después de perder a cientos de personas en el conflicto. Sin embargo, tuvieron éxito en dañar o destruir muchas plantaciones azucareras en Jamaica.